# 副田吉成
副田 吉成（そえだ よしなり）は、安土桃山時代の武将。通称は甚兵衛尉。豊臣秀吉の妹で、後に徳川家康の正室となった朝日姫（南明院）の前夫とされる人物。

## 略歴

### 出自・活動
尾張国愛知郡烏森の人。織田信長の武将だった秀吉に従い、秀吉の妹・朝日姫を妻にしていたとされる。
天正5年（1577年）秀吉の弟・羽柴秀長による但馬国侵攻に従い、荒木重堅・磯部豊直・垣屋光成とともに若桜鬼ヶ城攻めに従軍。戦後には秀長の与力として二方郡内の多伊城（指杭城）を与えられている。天正8年（1580年）三木合戦終結後、秀吉は諸将に命じて播磨国内の諸城を破却させているが、吉成は神吉城の破却を担当している。天正9年（1581年）因幡鳥取城攻撃に従軍。
天正10年（1582年）本能寺の変に呼応した海賊一揆によって多伊城が奪われ、自身も城から落ち延びた。同年10月に秀吉が大徳寺で行った信長の葬儀において、杉原家次・桑原貞也とともに奉行に任じられている。天正11年（1583年）賤ヶ岳の戦いに従軍し、捕縛された佐久間盛政と柴田勝敏を山口宗永とともに預かり、京都へ護送している。

### 朝日姫との離縁
吉成の妻だった朝日姫は天正13年（1585年）に秀吉の命令で徳川家康に正室として嫁いでおり、それ以前に吉成と離縁していたことがわかる。延宝元年（1673年）に山鹿素行によって著された歴史書『武家事紀』は、天正10年（1582年）の多伊城失陥によって秀吉の不興を買ったことが離縁の原因としている。一方で享保18年（1733年）に尾張藩士天野信景によって著された随筆『塩尻』によれば、天正13年に朝日姫が家康へ嫁ぐ際、秀吉から5万石の加増を条件に離縁を迫られたため、却って加増を断って出家し、尾張烏森に隠棲したのだという。歴史学者の黒田基樹は、『武家事紀』の方が成立時期が早く、羽柴秀長の本拠を竹田城ではなく出石城と誤っていること以外はおおよそ史料から判明する事実関係と矛盾しない所伝を伝えていることから、離縁の時期もこちらに従うのが妥当であろうとする。その一方で、隠棲説は子孫とされる家に伝わっていること、烏森と中村が至近であること、「吉成」の諱は秀吉からの偏諱と考えられること、『武家事紀』における吉成の事績も賤ヶ岳の戦いを最後として2年後に朝日姫の再婚の件が起きていることから、検証は困難であるものの、『塩尻』の記事にも何らかの事実を含む可能性があるとしている。
副田氏の家督は伊勢国松坂藩士の渡辺甚左衛門の子・九右衛門秀綱が烏森に来て継承し、子孫は尾張藩士となった。

## 演じた人物
- おんな太閤記（1981年 NHK大河ドラマ 副田甚兵衛：せんだみつお）
- 秀吉（1996年 NHK大河ドラマ 仲蔵：岡本健一）
- 功名が辻（2006年 NHK大河ドラマ 副田甚兵衛：野口五郎）
- 徳川家康と三人の女（2008年 テレビ朝日 副田甚兵衛：浪花ゆうじ）
- 寧々〜おんな太閤記（2009年1月2日 テレビ東京 副田甚兵衛：蟹江一平）
- 江〜姫たちの戦国〜（2011年 NHK大河ドラマ 副田甚兵衛：住田隆）